# Dunham-on-the-Hill
Dunham-on-the-Hill är en by i civil parish Dunham-on-the-Hill and Hapsford, i distriktet Cheshire West and Chester, i Storbritannien. Den ligger i grevskapet Cheshire och riksdelen England, i den södra delen av landet, 260 km nordväst om huvudstaden London. Dunham-on-the-Hill var en civil parish 1866–2015 när blev den en del av Dunham on the Hill and Hapsford och Manley. Civil parish hade 534 invånare år 2001. Byn nämndes i Domedagsboken (Domesday Book) år 1086, och kallades då Doneham.